# Separate Fledermausquartiere und -habitate im Großraum Dresden
Separate Fledermausquartiere und -habitate im Großraum Dresden este o arie protejată (arie specială de conservare — SAC, sit de importanță comunitară — SCI) din Germania întinsă pe o suprafață de 83 ha, integral pe uscat.

## Localizare
Centrul sitului Separate Fledermausquartiere und -habitate im Großraum Dresden este situat la coordonatele 50°54′10″N 13°58′21″E / 50.9028°N 13.9725°E.

## Înființare
Situl Separate Fledermausquartiere und -habitate im Großraum Dresden a fost declarat sit de importanță comunitară în iunie 2003 pentru a proteja 4 specii de animale. Situl a fost protejat și ca arie specială de conservare în aprilie 2011.

## Biodiversitate
Situată în ecoregiunea continentală, aria protejată nu include niciun habitat protejat.
La baza desemnării sitului se află mai multe specii protejate de  mamifere (4): liliac cârn (Barbastella barbastellus), liliac cu urechi mari (Myotis bechsteinii), liliac comun (Myotis myotis), liliacul mic cu potcoavă (Rhinolophus hipposideros)